# Susana Trimarco de Veron
Susana Trimarco (Tucumán, 1954) és la mare de María de los Ángeles Marita Verón, una jove tucumana segrestada i obligada a prostituir-se segons diversos testimonis. Per la persistència en la cerca de la seva filla va ser premiada amb diferents distincions.

## Vida
Susana Trimarco va contreure matrimoni amb Daniel Horacio Verón. Va tenir la seva filla, que va ser segrestada a la ciutat de Tucumán el 3 d'abril de 2002 i era mare d'una nena de dos anys anomenada Sol Micaela Catalán. Marita s'havia dirigit a una consulta mèdica quan, segons un testimoni, va ser obligada a pujar a un cotxe de color vermell. Es creu que va ser obligada a exercir la prostitució. A partir de llavors Susana va començar a recórrer prostíbuls vestida de prostituta tractant de trobar la seva filla Marita.
La seva recerca va permetre alliberar altres dones privades de llibertat. A més de rebre amenaces, li van donar pistes falses per desorientar la seva cerca.
El 19 d'octubre de 2007 va crear la Fundació María de los Ángeles amb l'objectiu de rescatar víctimes segrestades per tràfic de persones, la qual va aconseguir alliberar més de set mil dones. Mentre cerca incansablement la seva filla (encara desapareguda).
El 18 de juny de 2010 va morir el seu marit Daniel Verón.
| «                                        | Quiero a mi hija viva o muerta, aunque sea los huesos; no les tengo miedo a estos mafiosos. | » |
| — Susana Trimarco, 16 de febrer de 2012. |                                                                                             |   |

## Premis i distincions
Cal destacar que Susana Trimarco ha rebut més d'una vintena de premis i distincions, entre els quals destaquen:
- 2004: Distinció Olga Márquez de Aredes en Memoria de las Luchas, per la Secretaria d'Estat de Drets Humans de la Província de Tucumán
- 2007: Premi Internacional Dona Coratge
- 2008: Premi Dignitat de la Asamblea Permanente de Derechos Humanos
- 2009: Distinció de la presidenta Cristina Fernández de Kirchner
- 2011: Menció d'honor «Senador Domingo Faustino Sarmiento a las Mujeres Destacadas» del Senat de la Nació
- 2012: Premi Defensor dels DDHH i la llibertat John Diefenbaker del govern canadenc[6][7][8]
- 2013: “Mujer de Impacto”, per la fundació "Women in the World"
- 2013: Doctora honoris causa per la Universidad de Buenos Aires
- 2013: Premi Rodolfo Walsh
- 2015: Doctora honoris causa de la Universidad de Río Cuarto[9]